# Miguel de Andrés
Miguel de Andrés Barace (Ochagavía, Navarra, 8 de octubre de 1957) es un exfutbolista que jugó en el Athletic Club.
Fue internacional con la selección española en dos ocasiones, la primera de ellas en un partido amistoso disputado el 18 de enero de 1984 ante Hungría (0-1).

## Trayectoria
Nació en Ochagavía (Navarra) el 8 de octubre de 1957. Dio sus primeros pasos como futbolista en el C.D. Injerto de Berbinzana (Navarra), localidad en la que discurrió su infancia. A los catorce años le fichó el Pamplona juvenil, equipo que le pagaba el taxi para que pudiese ir a entrenar desde su localidad natal.
A los dieciséis años ya estaban detrás de él tanto el Real Madrid como el F. C. Barcelona. Sin embargo, quien finalmente fichó a De Andrés fue el Athletic Club. Iñaki Sáez, entrenador del juvenil nacional del Athletic, en un partido contra el Pamplona, ordenó a su delantero centro que marcase al líbero De Andrés. Aparte de dominar el juego aéreo y ser contundente cuando era necesario, destacaba por sus pases medidos repartiendo el juego a sus compañeros. Después de ese partido, su fichaje por el Athletic no tardó en llegar. La directiva rojiblanca de José Antonio Eguidazu pagó 400.000 pesetas (2.400 euros), aunque finalmente tuvo que desembolsar 5 millones de pesetas adicionales porque en el contrato de compra se estipulaba que si De Andrés debutaba en el primer equipo, el Athletic debía pagar tal cantidad.
Tras dos años en el Bilbao Athletic, en Tercera División y en Segunda B, el club bilbaíno cedió al Castellón a un De Andrés de veintiún años, para que se foguease en la Segunda División durante la temporada 1978-79. Miguel de Andrés cuajó una gran temporada. Disputó 29 partidos ligueros y anotó un gol.

### El debut como "león" y los Juegos Olímpicos (1979-81)
Helmut Senekowitsch, quien se había hecho con las riendas del Athletic tras su exitosa participación como seleccionador austriaco en el Mundial de Argentina 78, pragmático como todo buen entrenador, no se fijó en el carné de identidad del rubio navarro e inmediatamente le brindó la titularidad en un equipo plagado de ilustres nombres. Aquella temporada 1979-80, la de la transición entre el equipo finalista de la UEFA y el equipo campeón de Javier Clemente, coincidió con Dani, Argote, Goikoetxea, Urkiaga, Rojo I, Villar, Irureta y el mítico Iribar, quien se retiraría al final de esa misma temporada. Su primer partido oficial con la camiseta rojiblanca, en un U.D. Salamanca 2 - Athletic 1, el 9 de septiembre de 1979. En su primera temporada disputó 28 partidos ligueros como titular. Sus buenas actuaciones a las órdenes de Senekowitsch hicieron que el seleccionador español, José Emilio Santamaría, se fijase en aquel joven para la selección olímpica española, que lograría disputar los Juegos Olímpicos de Moscú.
Una de las frustraciones de De Andrés era que ningún entrenador confiasen en él como líbero, su puesto predilecto. Solía comentar que “todos los entrenadores me han hecho una faena y, por eso, deportivamente he perdido mucho”. Curiosamente como “amateur” en la selección olímpica de España, Santamaría le hizo jugar de libre junto al central donostiarra Gajate. El seleccionador veía en el navarro al "nuevo Beckenbauer español" para la selección.
La temporada 1980-81 comenzó de modo abrupto. En la segunda jornada, Helmut Senekowitsch era cesado tras caer derrotado el Athletic frente al Real Madrid por 7-1 en el Santiago Bernabéu. La derrota abultada, dolorosa en sí, no fue la causa del cese, sino las declaraciones previas al partido en las que el austriaco decía conformarse con perder por la mínima. Iñaki Sáez se hizo cargo de la plantilla de modo interino hasta el final de la temporada, y De Andrés continuó siendo una pieza básica del equipo.

### El quinquenio triunfal de Clemente (1981-86)
La temporada siguiente, la 81-82, comenzaba la era Clemente. El entrenador baracaldés, al igual que Senekowitsch y Sáez, también veía en "el rubio De Andrés" al jugador ideal para el eje de la medular rojiblanca. El Athletic se clasificó, jugando un gran fútbol, cuarto en la competición liguera y Miguel de Andrés realizó, desde su debut como rojiblanco, su mejor campaña. Disputó 29 partidos y marcó dos goles. Como consecuencia de su buen rendimiento estuvo a punto de ser convocado para el Mundial de España 82. José Emilio Santamaría, quien ahora veía a un centrocampista de gran categoría y ya no un líbero, lo citó en la lista de cuarenta que la Federación española de fútbol mandaba a la FIFA el 15 de mayo de 1982, de la cual debían salir los 22 seleccionados para el Mundial. Es más, en aquellos años previos al Mundial se estilaban las selecciones A y B, y De Andrés era un asiduo de los convocados de la B. Sin embargo, finalmente no entraría en la lista definitiva.
Desde los inicios de la liga 82-83 se vislumbraba un equipo campeón, y así fue. De Andrés, junto a Gallego, Urtubi y Sola, formó un centro del campo inolvidable en los anales de la historia rojiblanca; el joven, disciplinado y talentoso mediocampo de un Athletic que ganaba de nuevo una Liga, veintisiete años después de su último alirón. Desde su posición en el centro del medio campo, con el seis a la espalda, a De Andrés se le podía definir más como un obrero que como un arquitecto futbolístico, más que nada por la cantidad de balones que robaba en la medular; por ello, además de por la elegancia con que lo hacía, muchos periodistas lo señalaban como un líbero que jugaba delante de la defensa. El manejo del balón, por igual, con ambas piernas, hacía que sus innumerables robos de balón y consiguientes aperturas o pases en corto fuesen ejecutados magistralmente en todas las zonas del mediocampo. Asimismo, disponía de un fortísimo disparo a gol, indistintamente con la pierna derecha o con la pierna izquierda. Los aficionados de San Mamés nunca olvidarán, por ejemplo, sus dos golazos desde fuera del área a Tommy N´Kono. El RCD Español visitaba al club bilbaíno el 9 de febrero de 1983 y, en los primeros compases, Orejuela adelantaba en el marcador a los "periquitos". De Andrés de dos potentes disparos lejanos a portería empataba, primeramente, el partido a uno y sentenciaba, finalmente, el partido con el 5-2. Aquella tarde en San Mamés caía una copiosa nevada.
En la siguiente temporada, la 1983-84, el Athletic conseguía por segundo año consecutivo el título liguero y, además, lograba el doblete al imponerse, el 5 de mayo de 1984, al Barcelona de Schuster y Maradona en la final de Copa. Al término de la final hubo una batalla entre ambos equipos. Maradona, Migueli y Clos, por el bando azulgrana, y Sarabia, Goikoetxea y De Andrés por el bando rojiblanco, fueron sancionados con tres meses de suspensión. Los sancionados finalmente fueron indultados por la Federación Española de Fútbol.
Las dos últimas temporadas de la era Clemente, la 84-85 y la 85-86, las de un largo y bellísimo ocaso, no trajeron ningún otro título a las vitrinas rojiblancas, salvo la Supercopa ganada de oficio por el doblete. En la primera de ellas se llegó a la final de la Copa del Rey, que se perdería frente al Atlético de Madrid por dos goles a uno, y en la Liga se acabaría en una meritoria tercera posición. En la Copa de Europa, de nuevo, se paladeó la hiel de la derrota. A diferencia de la temporada anterior, la eliminación fue a las primeras de cambio, en los dieciseisavos de final. El sorteo deparó al equipo de moda europeo, el FC Girondins de Burdeos con jugadores internacionales como Tigana, Battiston, Giresse. La eliminatoria como frente al Liverpool F.C. fue igualadísima, pero otra vez más se decantó a favor del equipo extranjero. En la segunda, la 85-86, el equipo acabaría de nuevo en una meritoria tercera posición liguera y llegaría a las semifinales de la Copa del Rey. En la Copa de la UEFA caerían eliminados en la tercera ronda frente al Sporting de Lisboa.

### Grave lesión en 1987 y retirada en 1988
Tras el paréntesis de Sáez, al final de la temporada 85-86, la directiva de Ibaigane nombraba máximo responsable técnico para la campaña 86-87 a un mito del Athletic y del fútbol español: José Ángel Iribar. Esta temporada empezó para Miguel de Andrés muy mal y acabó peor. En el primer partido de Liga, frente al Sporting de Gijón, el jugador de Ochagavía sufría una importante lesión muscular. Reaparecía dos meses después, en la duodécima jornada, pero de nuevo recaía de su lesión. Tras dos meses de nuevo de parón, volvía a reaparecer de nuevo en la jornada 23, en concreto, en un partido en el Camp Nou frente al Barcelona, que los rojiblancos perdieron por cuatro uno. Iribar no convocó al navarro, en la jornada 28, en un partido en Bilbao frente al Sevilla FC disputado el 22 de febrero. Como consecuencia de esta decisión técnica, De Andrés, tras ser citado para un partido de Copa frente al C.D. Logroñés (25 de febrero), manifestaba que anímicamente no estaba en condiciones de jugar. Iribar, respaldado por el presidente Aurtenetxe, apartaba temporalmente a De Andrés del equipo. Este retornaba de nuevo a la competición en la jornada 30, y la jornada liguera siguiente visitaba San Mamés, el Real Madrid de la "Quinta del Buitre" en un partido clave para evitar el play-off por el descenso (15 de marzo). En el minuto 14, De Andrés hacía una falta sobre Ricardo Gallego, quien cayó sobre la rodilla del navarro, produciéndole una gravísima lesión. De Andrés sufrió "rotura de ambos ligamentos cruzados y del ligamento lateral interior de la rodilla derecha, con gran desgarro capsuloligamentoso posterointerno, así como rotura del menisco interno". El doctor Villarrubias, que le operó, aseguraba que era "la lesión más grave que había visto en los últimos años". Sin embargo, cuando la recuperación estaba llegando a buen puerto, para sacarle líquido sinovial, se usó una jeringuilla infectada que introdujo un microbio en la rodilla que destrozó su rótula. Su carrera se vio truncada definitivamente.
El inglés Howard Kendall había sido fichado en 1987 como entrenador del club vizcaíno, tras haber conquistado con el Everton la Premier League. Sin embargo, aunque Miguel era del gusto del entrenador inglés, nunca pudo alinearlo. Después de cuatro nuevas operaciones, tras la infección, decidió retirarse como futbolista al concluir la temporada 1987-88 tras más de un año sin poder jugar. A su estela dejaba 268 partidos como rojiblanco y doce goles. San Mamés le rindió un cálido homenaje, el 19 de diciembre de 1989, en un partido ante al Real Madrid.

### Vida tras la retirada
Nada más retirarse el Athletic Club le dio trabajo en Lezama, donde suele ejercer como ojeador.

## Selección nacional
El debut de con la selección española se produjo en un amistoso, el 18 de enero de 1984, frente a Hungría en Cádiz. España perdió 0-1. Para colmo, tuvo que retirarse en el minuto 50 por un golpe en una rodilla. Disputó un segundo partido, en concreto, en Valencia frente a Dinamarca el 11 de abril de 1984, en un encuentro en el que apenas disfrutó de 10 minutos tras sustituir al sevillista Francisco. España ganó 2-1.

## Clubes
| Club                  | País   | Año       |
| --------------------- | ------ | --------- |
| Bilbao Athletic       | España | 1976-1978 |
| CD Castellón (cedido) | España | 1978-1979 |
| Athletic Club         | España | 1979-1988 |

## Palmarés
| Título              | Club          | País   | Año  |
| ------------------- | ------------- | ------ | ---- |
| Liga española       | Athletic Club | España | 1983 |
| Liga española       | Athletic Club | España | 1984 |
| Copa del Rey        | Athletic Club | España | 1984 |
| Supercopa de España | Athletic Club | España | 1984 |